# Turbine Halle
Der Turbine Halle e. V. ist ein deutscher Sportverein im Halleschen Stadtteil Giebichenstein. Mit etwa 1.000 Mitgliedern in den Abteilungen Leichtathletik, Fußball, Speedskating, Tischtennis, Faustball, Aerobic, Behindertensport und Gymnastik gehört er zu den größten Vereinen der Stadt Halle.
Bekannt ist der Verein vor allem durch seine Fußball-Abteilung, deren Mannschaft als Betriebssportgemeinschaft (BSG) Turbine Halle in der Saison 1951/52 die einzige Meisterschaft für Halle in der DDR-Oberliga gewann. Nach der unfreiwilligen Eingliederung der Oberligamannschaft in den neu gegründeten Sportclub Chemie Halle-Leuna wurde Turbine Halle 1954 in die Bezirksliga Halle zurückgestuft. Der SC Chemie Halle-Leuna sowie dessen Nachfolgeklubs bis zum heutigen Halleschen FC haben den Meistertitel der BSG Turbine Halle für ihre eigene Geschichte in Anspruch genommen, obwohl nur der Großteil der 1. Mannschaft, keineswegs aber die gesamte Fußballabteilung übergetreten war.

## Vereinsgeschichte und Sportliche Entwicklung

### Historischer Abriss
- 1900: Gründung des FC Wacker 1900 Halle
- 1920/21: Mitteldeutscher Meister
- 1927/28: Mitteldeutscher Meister
- 1934: Meister Gauliga Mitte
- 1945: Auflösung des FC Wacker Halle
- 1946: Gründung der SG Halle-Glaucha
- 1948: Umbenennung in SG Freiimfelde Halle
- 1949: Anschluss der Fußballabteilung an die ZSG der VEB Halle (6. April 1949)
- 1949: Fusion mit BSG KWU Halle zur ZSG Union Halle (25. Mai 1949)
- 1949: Gewinn der 2. Ostzonenmeisterschaft (26. Juni 1949)
- 1950: Gründung der BSG Turbine Halle (15. Juli 1950)
- 1951/52: Gewinn der DDR-Fußballmeisterschaft
- 1954: Zwangseingliederung der Oberliga-Mannschaft in den SC Chemie Halle-Leuna (18. September 1954)
- 1954: Neuanfang in der Bezirksliga Halle
- 1964: Anschluss der HSG Wissenschaft Halle, dadurch Rückkehr in die Bezirksliga Halle
- 1986: Endgültiger Abstieg aus der Bezirksliga
- 1990: Neugründung als UTSV Turbine Halle
- 1993: Abstieg in die Stadtoberliga Halle
- 1995: Umbenennung in Turbine Halle e. V.
- 2009: Wiederaufstieg in die Landesklasse Sachsen-Anhalt (8. Liga)
- 2019: Aufstieg in die Landesliga Süd

### Die Vorkriegszeit – FC Wacker 1900 Halle

Mannschaft von Wacker Halle um 1904

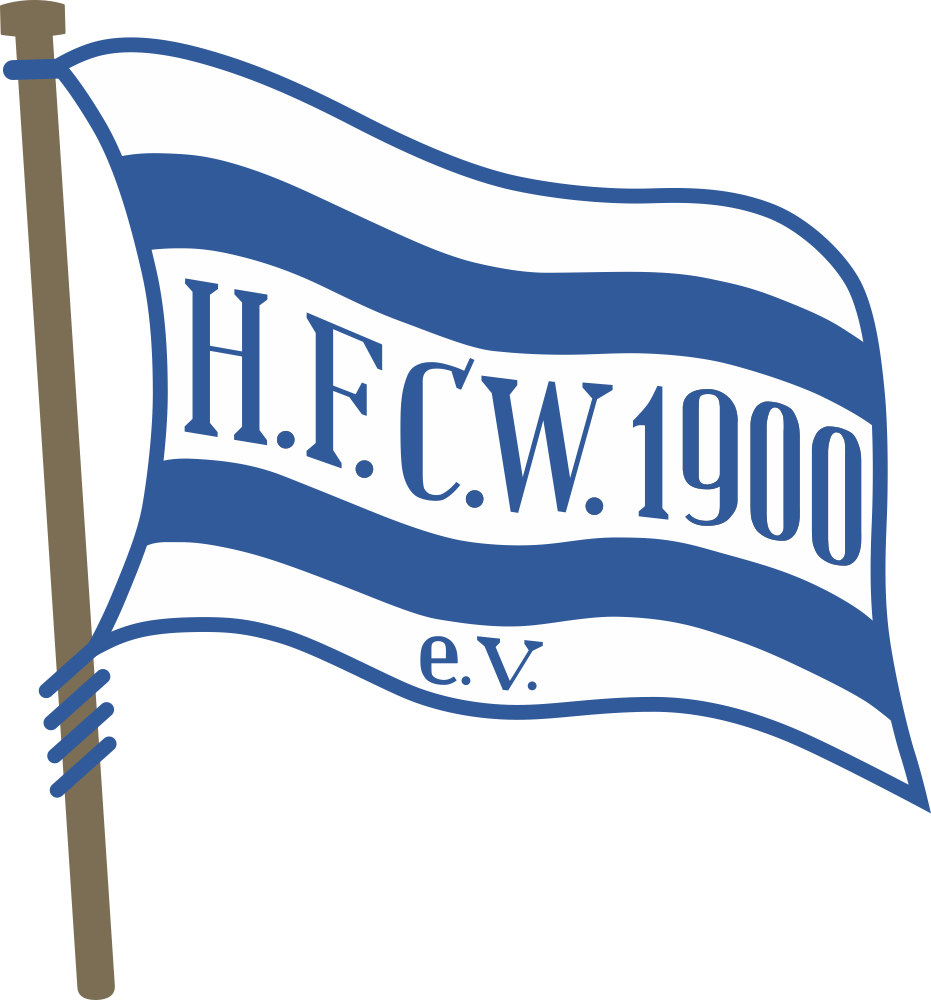
Logo von Wacker Halle

Turbine Halle ist der Rechtsnachfolger eines der erfolgreichsten halleschen Fußballvereine der Vorkriegsgeschichte. Der Hallesche Fußball-Club Wacker 1900 e. V. wurde im Jahr 1900 gegründet.
Neben anderen Vereinen, wie dem VfL Halle 1896, Borussia oder den Sportfreunden Halle, spielte Wacker jahrelang um die mitteldeutsche Meisterschaft. 1921 und 1928 gelang der Titelgewinn und die Qualifikation zur Endrunde um die deutsche Meisterschaft. In dieser drang Wacker 1921 bis ins Halbfinale vor. 12.000 Zuschauer erlebten im Stadion an der Dessauer Straße jedoch eine 1:5-Niederlage gegen den späteren deutschen Meister, den 1. FC Nürnberg.
1928 war bereits im Achtelfinale Endstation. 10.000 Fans sahen ein 0:3 gegen den FC Bayern München. Ein letztes Mal qualifizierte sich Wacker als Meister der Gauliga Mitte 1933/34 für die Endrunde, kam aber als Gruppenletzter nicht über die Vorrunde hinaus. Nach 45 Jahren endete vorerst die Geschichte von Wacker mit der Auflösung im Jahr 1945. Mehrere Spieler von Wacker trugen jedoch einige Jahre später wieder das Trikot der BSG Turbine Halle.

### Die Nachkriegszeit – Vorgängervereine
Aus dem bürgerlichen FC Wacker Halle ging nach dem Krieg die Sportgemeinschaft (SG) Halle-Glaucha hervor, die zwei Jahre später in SG Freiimfelde Halle umbenannt wurde. 1948 stand Freiimfelde Halle im Endspiel um die 1. Ostzonenmeisterschaft. Der Weg ins Endspiel führte zuvor über mehrere Ausscheidungsrunden. Nach Qualifikationsspielen gegen Allstedt und Köthen-Süd stand den Hallensern im Viertelfinale der Mecklenburgische Meister SG Wismar Süd gegenüber, der 3:1 bezwungen wurde. Nach dem 5:2-Halbfinalsieg über die SG Meerane musste sich Halle im Leipziger Probstheidaer Stadion der SG Planitz vor 40.000 Zuschauern mit 0:1 geschlagen geben. Im April 1949 schlossen sich die Fußballer von Freiimfelde der ZSG Union Halle an. In der 2. Ostzonenmeisterschaft 1949 wurde im Viertelfinale die SG Dresden-Friedrichstadt (Nachfolger des Dresdner SC) vor 30.000 Zuschauern im hallenschen Kurt-Wabbel-Stadion mit 2:1 bezwungen. Nach einem 3:0-Sieg über Eintracht Stendal stand die hallesche Elf abermals im Endspiel. 50.000 Zuschauer wurden im Dresdner Stadion am Ostragehege Zeuge des ersten halleschen Meisterschaftserfolges, als Fortuna Erfurt mit 4:1 bezwungen wurde. Noch im gleichen Jahr war die ZSG Union Halle Gründungsmitglied der neuen DDR-Oberliga.

### Die Gründung von Turbine Halle – DDR-Meistertitel

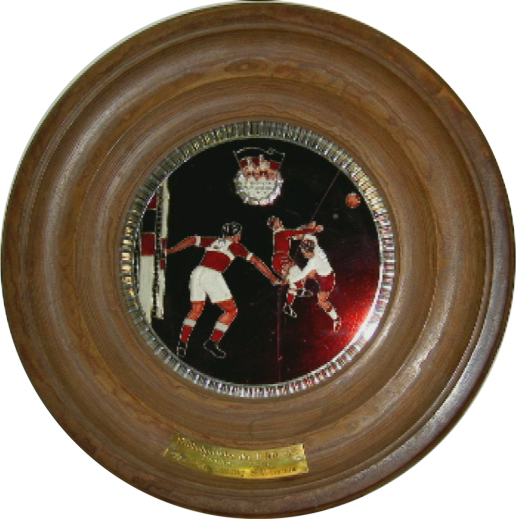
Die Meisterschale 1952

Die Gründung der Betriebssportgemeinschaft Turbine erfolgte am 15. Juli 1950 durch eine Schar von 120 Faustball- und Fußballspielern mit Unterstützung des ersten Trägerbetriebs Energiekombinat West. Ab der Saison 1950/51 startete die hallesche Mannschaft unter ihrem neuen Namen in die Meisterschaft. Im Schnitt mehr als 21.000 Zuschauer strömten in der ersten Saison ins Kurt-Wabbel-Stadion, die mit dem 6. Platz beendet wurde. Die erfolgreichste Saison in der halleschen Fußballgeschichte sollte 1951/52 folgen. Turbine Halle zeichnete sich unter Trainer Alfred Schulz, Vater des späteren Aufsichtsratsmitgliedes von Werder Bremen, Hans Schulz, durch eine technisch ausgereifte Spielweise mit einer starken Mittelfeldreihe aus. Nach einem schleppenden Saisonbeginn überwinterte Turbine an der Tabellenspitze. Wieder starteten die Hallenser mühsam in die Rückrunde. Doch 19:1 Punkte in Folge sorgten dafür, dass bereits drei Spieltage vor Saisonende am 20. April 1952 die Meisterschaftsentscheidung im Spiel bei Turbine Erfurt fallen sollte. Tausende Hallenser begleiteten ihre Mannschaft, die es lange Zeit spannend machte. Nach der Erfurter Führung waren es Gerhard Kulitze und Otto Knefler mit einem Doppelschlag in der 76. und 80. Minute, die den Meistertitel sicherten. In einer Oberliga mit 19 Mannschaften setzte sich Turbine am Ende als das beständigste Team durch. Die Stützen der Mannschaft Herbert Rappsilber, Otto Knefler, Otto Werkmeister, Horst Blüher und Karl Gola hatten bereits dem Ostzonenmeister Union Halle von 1949 angehört. Der verdiente Lohn neben der Meisterschale: Eine dreiwöchige Reise an die Ostsee und ein neuer Anzug für jeden Spieler. Dem Meistertitel folgte ein unerklärlicher Leistungsabfall 1953. Mit nur einem Punkt Vorsprung vor Absteiger ASG Vorwärts Leipzig wurde erst im letzten Spiel gegen Motor Jena der Abstieg verhindert. Auch 1953/54 blieb die Saison durchwachsen und Turbine beendete das Spieljahr auf Rang 8. Ungebrochen blieb dennoch der Zuschaueransturm. Unerreichte 24.000 Zuschauer im Schnitt besuchten 1953/54 die Heimspiele von Turbine Halle im Kurt-Wabbel-Stadion. Es sollte die letzte Oberligasaison von Turbine Halle sein. Sportpolitische Entscheidungen und die Gründung der Sportklubs als Leistungszentren beendeten die Ära „Turbine in der DDR-Oberliga“.

### Politische Entscheidungen – der Abstieg in den Bezirksfußball
Am 1. September 1954 wurde der Sportclub Chemie Halle-Leuna gegründet, der als Leistungszentrum der Bezirksstadt vorgesehen war. Die Fußballsektion der BSG Turbine sollte mit ihrer Oberligamannschaft zum neuen Klub wechseln. In 34 Sitzungen erklärten die Spieler, die BSG nicht verlassen zu wollen. Die Aussichten, weiterhin Oberligafußball zu spielen, führten letztendlich doch dazu, dass sich das Gros der Spieler dem SC Chemie Halle-Leuna anschloss. Noch am 1. Spieltag trat das Team unter dem Namen Turbine Halle an. Bereits am 2. Spieltag spielte man unter der neuen Bezeichnung SC Chemie Halle-Leuna. Auch im Nachwuchsbereich gab es Probleme die Kicker vom Klubübertritt zu überzeugen, der die einzige Möglichkeit darstellte, DDR-Meister zu werden. Die Überredungskünste sollten sich lohnen. Die B-Jugend des Klubs wurde 1955 Meister ihrer Altersklasse.
Die politischen Unruhen im Zusammenhang mit dem Volksaufstand von 1953 und die besseren sportlichen Perspektiven führten dazu, dass bereits 1953 die ersten Spieler in die Bundesrepublik gingen. Zuerst verließ Trainer Alfred Schulz Halle und ging zu Werder Bremen. Ihm folgten in derselben Herbstserie Erich Haase, Günter Heyse, Horst Ebert und Otto Knefler. Heinz Schleif ging nach Leverkusen und später verließ auch Herbert Rappsilber die Saalestadt in Richtung FSV Frankfurt.
Die BSG Turbine Halle wurde mit ihrer ehemaligen 2. Mannschaft im Oktober 1954 während des bereits laufenden Spielbetriebes als zusätzliches 13. Team in die Bezirksliga Halle eingegliedert. In den 1960er und 1970er Jahren spielte die Mannschaft zeitweise in der Spitze mit und zog mitunter vierstellige Besucherzahlen an. 1964 wurde die Sektion Fußball des ehemaligen DDR-Zweitligisten HSG Wissenschaft Halle aufgelöst und in die Fußballsektion der BSG Turbine Halle eingegliedert. Dadurch konnte Turbine, 1963 erstmals in die Bezirksklasse abgestürzt, 1964/65 trotzdem wieder in der Bezirksliga antreten. Nach einigen Jahren im Mittelmaß folgten sieben Jahre ab 1981, in denen sich Turbine das Prädikat „Fahrstuhlmannschaft“ verdiente. Einem Abstieg folgte postwendend der Wiederaufstieg. 1986 kam es jedoch zum endgültigen Abstieg in die Bezirksklasse, der 4. Liga im DDR-Fußballbetrieb. Nach der deutschen Wiedervereinigung zog sich der ehemalige Trägerbetrieb zurück, die finanzielle Unterstützung blieb aus und die Betriebssportgemeinschaft musste in einen bürgerlichen Verein umgewandelt werden.

## Der Verein heute

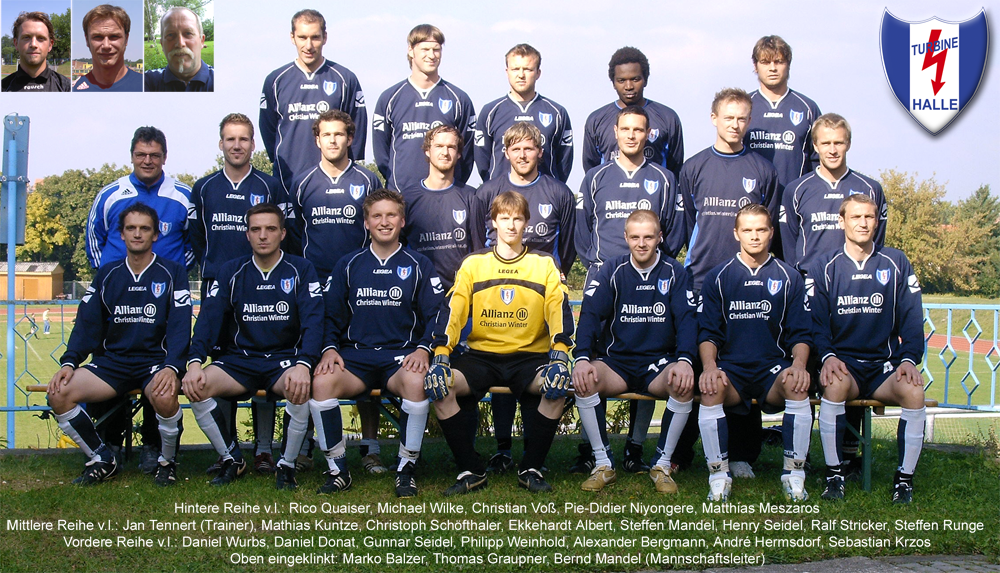
Turbine Halle 2008/09

Seit 1993/94 spielte Turbine Halle in der Stadtoberliga Halle. Mitte der 1990er Jahre drohte sogar der Absturz in die Kreisklasse. Später hatte sich Turbine in der Stadtoberliga etabliert und spielte einige Jahre um den Aufstieg mit. Mit dem Gewinn der Stadtoberligameisterschaft gelang im Spieljahr 2008/09 dann der Wiederaufstieg in die Landesklasse Sachsen-Anhalt.
Neben der 1. Mannschaft sind eine 2. und 3. Mannschaft in der Stadtoberliga bzw. Stadtliga aktiv. In den letzten Jahren konnte die Nachwuchsabteilung wieder ausgebaut werden. Mit mittlerweile 11 Nachwuchsmannschaften weist Turbine Halle hinter dem Halleschen FC und dem VfL Halle 1896 den drittgrößten Jugendbereich aller Fußballvereine der Stadt Halle auf. Im Jahr 2006 richtete Turbine Halle den E-CUP Mitteldeutschland aus, bei dem 32 regionale E-Junioren-Teams die Fußball-Weltmeisterschaft 2006 nachspielten.

## Die Spielstätte – Der „Felsen“

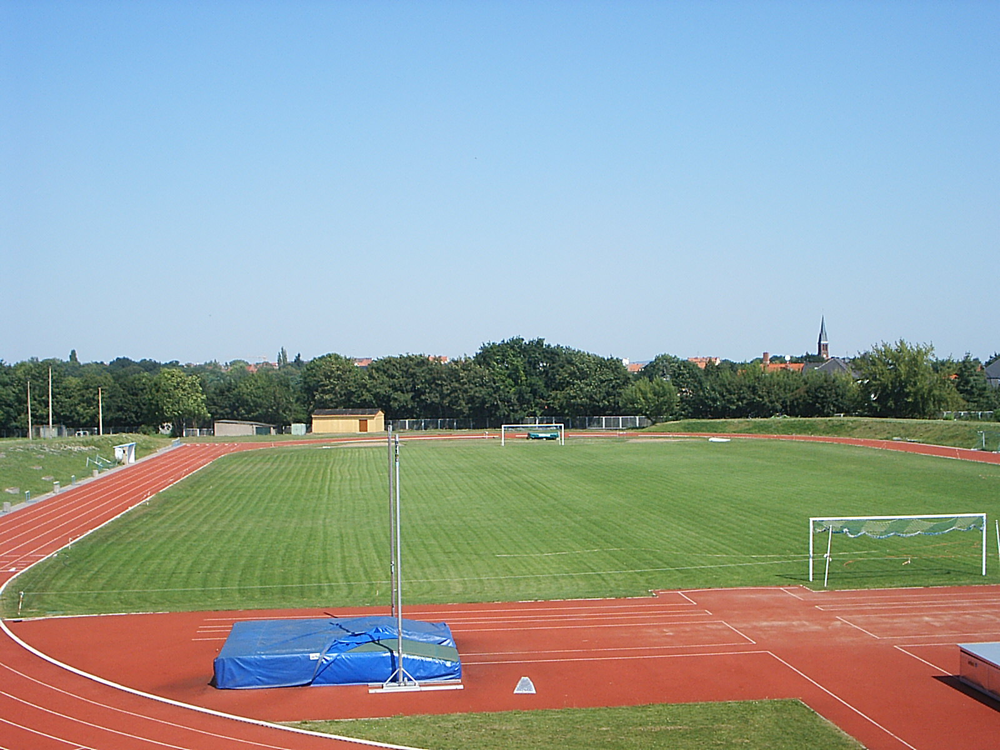
Sportanlage „Felsen“

Vor dem „Zwangsabstieg“ in die Bezirksliga trug Turbine Halle seine Heimspiele im Kurt-Wabbel-Stadion aus, der heutigen Heimstätte des Halleschen FC. Seitdem ist der Verein auf dem sogenannten „Felsen“ im halleschen Stadtteil Giebichenstein beheimatet. Benannt nach dem Heinrich-Heine-Felsen, der sich hoch über der Saale erstreckt, gehört das Sportgelände wohl zu den schönsten Sportanlagen der Stadt Halle. In den 1930er Jahren erbaut, bot das ehemalige Stadion etwa 12.000 Besuchern Platz. 1999 wurden die alten Stehplatztraversen abgerissen und begrünt. Gleichzeitig entstand eine moderne Leichtathletikanlage, die nationale Wettkampftauglichkeit aufweist. Zur Sportanlage gehören weiterhin ein Kunstrasenplatz mit Flutlichtanlage sowie mehrere Kleinspielfelder.

## Nationalspieler
Insgesamt drei DDR-Nationalspieler stellte Turbine Halle zwischen 1952 und 1953. Im ersten Länderspiel einer DDR-Nationalmannschaft am 21. September 1952 in Warschau gegen Polen (1:2) stand Günter Imhof in der Aufstellung. Beim 1:3 in Bukarest gegen Rumänien trugen mit Günter Imhof und Hans Speth gleich zwei Spieler die Turbine-Farben. Erich Haase war dann der letzte Turbine-Spieler in einer Nationalmannschaft. 0:0 stand es am Ende in Dresden am 14. Juni 1953 gegen Bulgarien.